# Alicja Wrona-Kutrzepa
Alicja Wrona-Kutrzepa (ur. 11 stycznia 1996) – polska lekkoatletka, sprinterka.
Zawodniczka SKB Kraśnik (2010–2013) i AZS UMCS Lublin (od 2014). Mistrzyni Polski seniorek 2021 w sztafecie 4 × 400 metrów oraz w sztafecie mieszanej 4 × 400 metrów na mistrzostwach Polski w sztafetach 2019. Ponadto dwukrotna brązowa medalistka mistrzostw Polski seniorów (2019 w biegu na 200 metrów i 2020 w sztafecie 4 × 400 metrów). Brązowa medalistka Halowych mistrzostw Europy 2023 w Stambule w sztafecie 4 × 400 m.